# 2000年夏季奥林匹克运动会吉布提代表团
吉布提参加了9月13日至10月1日在澳大利亚悉尼举行的2000年夏季奥林匹克运动会。此次参赛是该国自1984年洛杉矶奥运会上首次亮相以来第五次参加夏季奥运会。吉布提代表团派出了两名田径运动员：奥马尔·达希尔·盖迪德参加了男子马拉松但未能完赛；罗达·阿里·瓦伊斯参加了女子800米，未能从首轮出线。

## 背景
吉布提自1984年洛杉矶奥运会首次亮相到参加2000年悉尼奥运会期间共参加了五届夏季奥运会。1984年，吉布提首次参加奥运会并派出了三名运动员。在所参加奥运会中，吉布提收获的唯一一枚奖牌是侯赛因·艾哈迈德·萨拉赫在1988年汉城奥运会男子马拉松比赛上获得的铜牌。在1992年巴塞罗那奥运会上，吉布提派出8名运动员参赛，人数为历届奥运会最多。
吉布提代表队此次共派出了两名运动员参赛，其中奥马尔·达希尔·盖迪德曾参加过1992年奥运会男子万米比赛。

## 田径

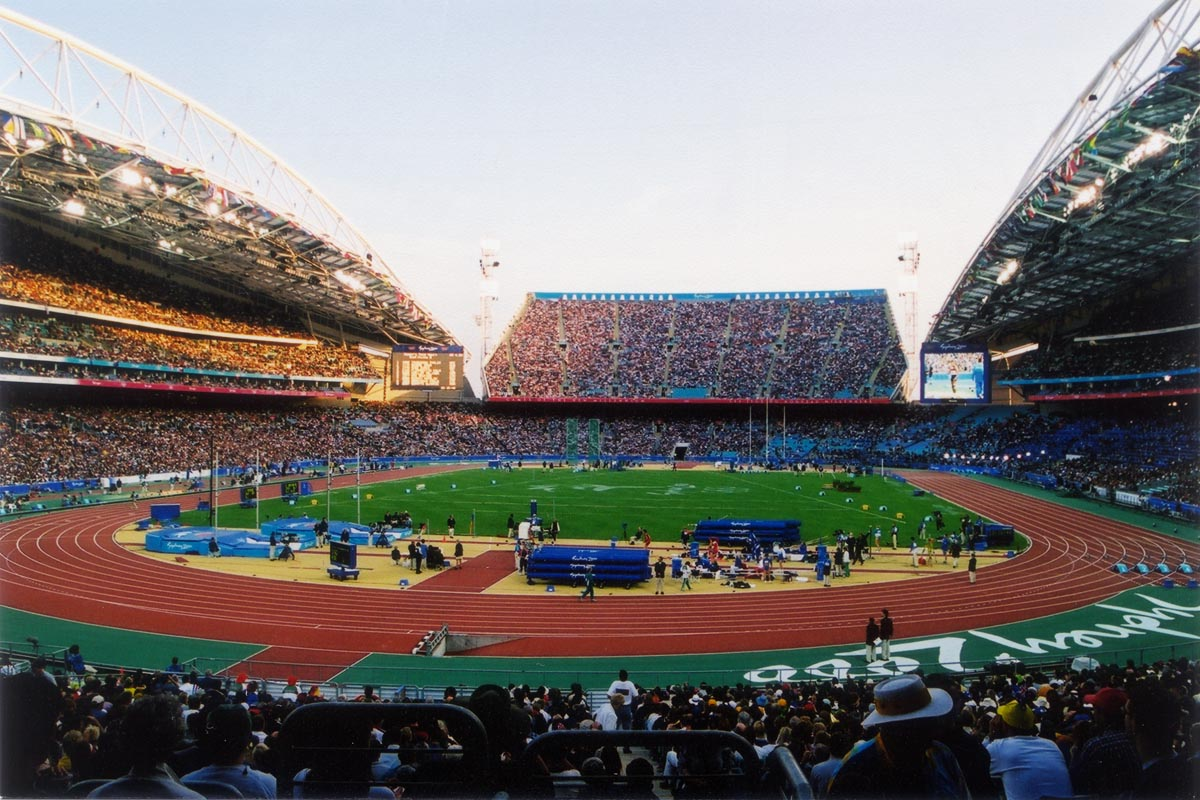
奥马尔·达希尔·盖迪德和罗达·阿里·瓦伊斯进行比赛的悉尼奥林匹克公园

参加2000年奥运会的唯一吉布提女运动员是罗达·阿里·瓦伊斯。她以16岁零162天的年龄创下了吉布提参赛运动员的最年轻记录。瓦伊斯也是首位代表吉布提参加奥运会比赛的女性。9月22日，她参加了女子800米的第二轮比赛，并以2分31秒74排在小组最后一名。这一成绩与获得同组第七名的罗马尼亚选手埃琳娜·伊格（2分07秒56）相差24秒多，而只有小组前两名才能够晋级，因此瓦伊斯止步于本轮比赛。
参加2000年奥运会的唯一吉布提男运动员是奥马尔·达赫尔·加迪德，他在10月1日参加了男子马拉松比赛。在100名参赛选手中，包括加迪德在内的19人未完成比赛。
图示
- 注 – 径赛排名仅为运动员所处小组排名

### 男子
| 选手                 | 比赛项目   | 决赛   | 决赛   |
| 选手                 | 比赛项目   | 成绩   | 排名   |
| -------------------- | ---------- | ------ | ------ |
| 奥马尔·达希尔·盖迪德 | 男子马拉松 | 未完赛 | 未完赛 |

### 女子
| 选手             | 比赛项目  | 预赛    | 预赛 | 半决赛 | 半决赛 | 决赛   | 决赛   |
| 选手             | 比赛项目  | 成绩    | 排名 | 成绩   | 排名   | 成绩   | 排名   |
| ---------------- | --------- | ------- | ---- | ------ | ------ | ------ | ------ |
| 罗达·阿里·瓦伊斯 | 女子800米 | 2:31.71 | 8    | 未晋级 | 未晋级 | 未晋级 | 未晋级 |